# برایان اوهالوران
برایان اوهالوران (انگلیسی: Brian O'Halloran؛ زادهٔ ۲۰ دسامبر ۱۹۶۹) یک هنرپیشه اهل ایالات متحده آمریکا است.

## فیلم‌شناسی
از فیلم‌ها یا برنامه‌های تلویزیونی که وی در آن نقش داشته است می‌توان به فروشنده‌ها، فروشنده‌ها، قسمت دوم، جی و باب ساکت پاتک می‌زنند و به دنبال امی اشاره کرد.